# Ségry
Ségry je francouzská obec v departementu Indre v regionu Centre-Val de Loire. V roce 2010 zde žilo 519 obyvatel.

## Vývoj počtu obyvatel
Počet obyvatel 